# O. J. Mayo
Ovinton J'Anthony "0. J." Mayo (Huntington, 5 de novembro de 1987), é um basquetebolista profissional norte-americano que atua como ala-armador no Liaoning Flying Leopards pela Chinese Basketball Association (CBA). Mayo foi a terceira escolha do Draft da NBA de 2008, selecionado pelo Minnesota Timberwolves.
Em julho de 2016, foi suspenso por dois anos pela NBA, após violar lei antidrogas da liga.